# عبدالرشید غزنوی
عبدالرشید ابومنصور عزالدولة بن محمود بن سبکتگین سلطان غزنوی در میان سال‌های ۴۴۱ تا ۴۴۳ هجری قمری (۱۰۵۰-۱۰۵۳ میلادی) بود.
او پسر سلطان محمود غزنوی بود که پس از مرگ مودود در رجب ۴۴۱ هجری و فرمانروایی گذرای مسعود دوم و بهاء‌الدوله علی بن مسعود به فرمانروایی غزنویان رسید. او لشکری را به رهبری غلامی ترک به نام طغرل را در رأس سپاهی به نبرد خراسان که در تصرف سلجوقیان بود فرستاد. طغرل توانست پیروزی‌هایی را در برابر الب ارسلان بن چغری بیگ در شمال افغانستان کنونی به دست آورد. پس از آن عبدالرشید، طغرل را به جنگ با امتداد صفاریان حاکم بر سیستان -که اکنون خراج‌گزار سلجوقیان شده‌بودند- فرستاد. طغرل پیروزی‌های چشمگیری در برابر صفاریان به دست آورد، اگرچه نتوانست کار آنها را یکسره به پایان رساند. این پیروزی‌ها طغرل را غره ساخت و او را به طمع دستیابی به تاج و تخت عبدالرشید انداخت؛ در نتیجه به سوی غزنی پس‌نشست و بر ولی نعمت خود تاخت. عبدالرشید در برابر او تاب پایداری نیاورد و کشته‌شد. پس از آن طغرل خود بر تخت نشست و با کشتار فرزندان نرینهٔ غزنوی حمام خون به راه انداخت. او یازده شاهزادهٔ مذکر غزنوی را بی‌رحمانه از دم تیغ گذراند و با یکی از دختران سلطان مسعود به زور ازدواج کرد. پس از چهل روز سلطنت ستمگرانه، سرانجام هواخواهان فرمانروایی غزنویان طغرل را به قتل رساندند و فرخ‌زاد بن مسعود را بر تخت نشاندند.
سن عبدالرشید را در هنگام مرگ ۳۰ سال ذکر کرده‌اند. او در دورهٔ سلطنت گذرایش پشتیبان ادیبان و دانشمندان بود.